# Bornholt
Bornholt ist eine Gemeinde im Kreis Rendsburg-Eckernförde in Schleswig-Holstein.

## Geografie

### Geografische Lage
Die Gemeinde Bornholt liegt auf der Heide-Itzehoer Geest auf beiden Ufern des Nord-Ostsee-Kanals am Abschnitt zwischen Kilometer 25 und 30. Landschaftlich geprägt wird das Gebiet von der Hohen Geest.

### Ortsteile
Großenbornholt, Lütjenbornholt und Töpferberg liegen im Gemeindegebiet.

### Nachbargemeinden
Das Gemeindegebiet liegt umringt von:
|                        |                                             | Beldorf |
| Albersdorf, Schafstedt | Kompassrose, die auf Nachbargemeinden zeigt |         |
|                        | Holstenniendorf                             | Bendorf |

## Geschichte
Die erste urkundliche Erwähnung erfolgte 1447. Der Name bedeutet in etwa „Gehölz an der Quelle“. Hierbei steht „Born“ für „Quelle“ und „Holt“ für „Gehölz“.

## Politik

### Gemeindevertretung
Bei der Kommunalwahl am 14. Mai 2023 wurden insgesamt sieben Sitze vergeben. Diese fielen erneut alle an die Kommunale Wählergemeinschaft Bornholt. Die Wahlbeteiligung betrug 66,5 %.

### Wappen
Blasonierung: „In Silber ein schräglinker blauer Balken, oben ein grüner Laubbaum, unten ein roter bedachter Brunnen mit schwarzem Eimer an der schwarzen Kurbel.“

## Wirtschaft und Infrastruktur

### Wirtschaftsstruktur
Der Tourismus ist eine wichtige Einnahmequelle für die Gemeinde.

### Verkehr
Am südlichen Ende des Gemeindegebietes befindet sich der Trassenabschnitt der Bundesautobahn 23 von Hamburg nach Heide. Dieser bildet die östliche Rampe zur Hochbrücke Hohenhörn.
Das Gemeindegebiet Bornholts wird vom Nord-Ostsee-Kanal in grob nord-südlicher Richtung in einen Ost- und Westabschnitt zerteilt.

### Landschafts- und Naturschutz
Im Zuge des Autobahnausbaus wurde in Lütjenbornholt ein Landschaftsschutzgebiet angelegt.
Im äußersten Süden des Gemeindegebietes liegt das NATURA 2000-Schutzgebiet FFH-Gebiet Iselbek mit Lindhorster Teich. Es ist das Mündungsgebiet des Flusses Iselbek am Nord-Ostsee-Kanal.